# جوزيف غالواي
جوزيف غالواي هو محامي وسياسي أمريكي، ولد في 1731 في West River, Maryland ‏ في الولايات المتحدة، وتوفي في 10 أغسطس 1803 في واتفورد في المملكة المتحدة. انتخب List of speakers of the Pennsylvania House of Representatives ‏ (1769 – 1774) وانتخب List of speakers of the Pennsylvania House of Representatives ‏ (1766 – 1769).

## وصلات خارجية
- جوزيف غالواي على موقع الموسوعة البريطانية (الإنجليزية)